# Otaka Tomoo

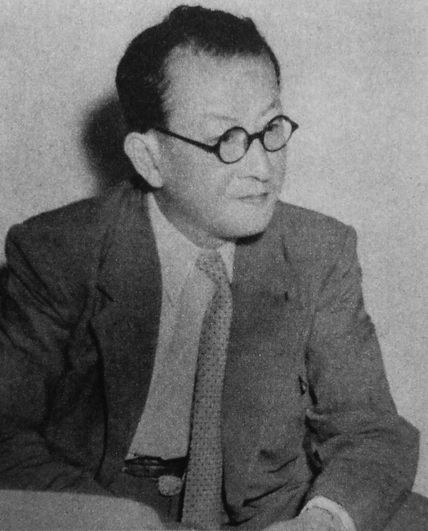
Otaka, 1956

Otaka Tomoo (japanisch 尾高 朝雄, auch Odaka Tomoo gelesen; geboren 28. Januar 1899 in Seoul, Korea; gestorben 15. Mai 1956 in Tōkyō) war ein japanischer Rechtsgelehrter.

## Leben und Wirken
Otaka Tomoo machte 1923 seinen Studienabschluss an der Universität Tōkyō. Anschließend wechselte er zur Universität Kyōto, schrieb sich im Fachbereich Philosophie ein und bildete sich unter Nishida Kitarō weiter. Von 1928 bis 1932 hielt Otaka sich zu Studienzwecken in Deutschland und Österreich auf, wo ihn Kelsen und Husserl beeinflussten. 1928 wurde er in Seoul Assistenzprofessor an der Keijō-Universität (京城大学), später Professor. Ab 1944 wirkte er als Professor an seiner Alma Mater. Otaka war Mitglied der Akademie der Wissenschaften.
Während der Neuformulierung der Verfassung nach 1945 führte er eine Diskussion mit dem Juristen Miyazawa Toshiyoshi, (1899–1976) darüber, ob die Vorstellung des Staates als „Kokutai“ noch zeitgemäß sei. Otaka war der Ansicht, dass Kokutai sich nicht auf Macht stütze, sondern sich aus der Überlieferung alter Bräuche entwickelt habe. Das Prinzip würde auch dann noch gelten, wenn dem Kaiser nur noch ein symbolischer Status zukäme.
Zu Otakas Schriften gehören „Zur Struktur des Staates“ (国家構造論, Kokka kōzō ron) aus dem Jahr 1936 und „Übersicht über die Rechtsphilosophie“ (法哲学概論, Hōtetsugaku gairon), 1948. Auf Deutsch erschien 1932 die „Grundlegende Lehre vom sozialen Verband“.